# Real Men 300
Real Men 300(hangul: 진짜 사나이 300, RR: Jinjja sanai 300), es un programa de variedades surcoreano estrenado en septiembre del 2018 a través de MBC. Es un spin-off del programa Real Men.

## Formato
El programa presenta a las celebridades y cómo experimentan la vida y el entrenamiento en el ejército mientras se forman y viven en el campamento militar. Esto incluye evaluaciones para ver si pueden cumplir con los estándares requeridos para convertirse en uno de los 300 guerreros de élite del ejército, si lo logran serán nombrados como uno de los 300 Guerreros Honoríficos.

## Miembros[2][3]

### Korea Army Academy (Yeongcheon)
- 1st. Lineup:

| Nombre         | Ocupación                       | N.º de episodios | Duración |
| -------------- | ------------------------------- | ---------------- | -------- |
| Kim Ho-young   | Actor Musical                   | 2                | 2018     |
| Viktor Ahn     | Patinador de Velocidad          | 6                | 2018     |
| Kang Ji-hwan   | Actor                           | 6                | 2018     |
| Yang Hong-seok | Cantante / Miembro de Pentagon  | 6                | 2018     |
| Matthew Douma  | Padre de Jeon So-mi             | 6                | 2018     |
| Shin Ji        | Cantante / Miembro de Koyote    | 6                | 2018     |
| Oh Yoon-ah     | Actriz                          | 6                | 2018     |
| Lee Yu-bi      | Actriz                          | 6                | 2018     |
| Kim Jae-hwa    | Actriz                          | 6                | 2018     |
| Lisa           | Cantante / Miembro de Blackpink | 6                | 2018     |

### Special Warfare Training School[12]
- 2nd. Lineup:

| Nombre         | Ocupación                      | N.º de episodios | Duración    | ref.          |
| -------------- | ------------------------------ | ---------------- | ----------- | ------------- |
| Oh Ji-ho       | Actor                          | 3                | 2018 - 2019 | [ 13 ]        |
| Sandara Park   | Cantante / Actriz              | 3                | 2018        | [ 14 ] [ 15 ] |
| Joo E          | Cantante / Miembro de Momoland | 3                | 2018 - 2019 | [ 16 ]        |
| GAMST          | Internet BJ                    | 3                | 2018 - 2019 | [ 17 ]        |
| Lee Jeong-hyun | Actor                          | 3                | 2018 - 2019 | [ 18 ]        |
| Matthew Douma  |                                | 3                | 2018 - 2019 | [ 19 ] [ 20 ] |
| Viktor An      |                                | 3                | 2018 - 2019 | [ 19 ] [ 20 ] |
| Yang Hong-seok | Cantante / Miembro de PENTAGON | 3                | 2018 - 2019 | [ 19 ] [ 20 ] |
| Kim Jae-hwa    |                                | 3                | 2018 - 2019 | [ 19 ] [ 20 ] |
| Oh Yoon-ah     |                                | 3                | 2018 - 2019 | [ 19 ] [ 20 ] |

### "White Skull" Division
- 3rd. Lineup:

| Nombre          | Ocupación                              | N.º de episodios | Duración    |
| --------------- | -------------------------------------- | ---------------- | ----------- |
| Shownu          | Cantante / Miembro de Monsta X         | -                | 2018 - 2019 |
| Ravi            | Rapero / Miembro de VIXX               | -                | 2018 - 2019 |
| Lucas           | Rapero / Miembro de NCT                | -                | 2018 - 2019 |
| Kim Jae-woo     | Comediante                             | -                | 2018 - 2019 |
| Park Jae-min    | Actor                                  | -                | 2018 - 2019 |
| Choi Yoon-young | Actriz                                 | -                | 2018 - 2019 |
| Kim Hee-jung    | Actriz y Modelo                        | -                | 2018 - 2019 |
| Narsha          | Cantante / Miembro de Brown Eyed Girls | -                | 2018 - 2019 |
| Johyun          | Cantante / Miembro de Berry Good       | -                | 2018 - 2019 |
| EunSeo          | Cantante / Miembro de WJSN             | -                | 2018 - 2019 |

## Episodios
Los episodios serán emitidos todos los viernes a las 9:55pm (KST).

## Premios y nominaciones
| Año  | Categoría                            | Premio                       | Trabajo nominado  | Resultado |
| ---- | ------------------------------------ | ---------------------------- | ----------------- | --------- |
| 2018 | Excellence Award in Variety Category | 18th MBC Entertainment Award | Kim Jae-hwa       | Ganó      |
| 2018 | Excellence Award in Variety Category | 18th MBC Entertainment Award | Oh Yoon-ah        | Nominada  |
| 2018 | Rookie Award in Variety Category     | 18th MBC Entertainment Award | Gamst             | Ganó      |
| 2018 | Rookie Award in Variety Category     | 18th MBC Entertainment Award | Lee Yu-bi         | Nominada  |
| 2018 | Rookie Award in Variety Category     | 18th MBC Entertainment Award | Matthew Douma     | Nominado  |
| 2018 | Rookie Award in Music/Talk Category  | 18th MBC Entertainment Award | Kim Ho-young      | Nominado  |
| 2018 | PD Award                             | 18th MBC Entertainment Award | Real Men 300 Team | Ganó      |

## Producción
El programa es dirigido por Choi Min-geun y Jang Seung-min.